# Ultralåg frekvens
Ultralåg frekvens (ULF; engelska: Ultra low frequency) är ITU-beteckningen för radiofrekvenser (RF) i intervallet 300 Hz och 3 kHz. ULF-bandet är även känt som hektokilometerbandet eller hektokilometervågor. I magnetosfärisk vetenskap och seismologi ges ofta alternativa definitioner, inklusive intervall från 1 mHz till 100 Hz, 1 mHz till 1 Hz, 10 mHz till 10 Hz. Frekvenser över 3 Hz i atmosfärisk vetenskap hänförs vanligen till ELF-bandet.
Många typer av vågor i ULF-frekvensbandet kan observeras i magnetosfären och på marken. Dessa vågor utgör viktiga fysikaliska processer i den jordnära plasmamiljön. Hastigheten hos ULF-vågorna är ofta associerade med Alfvénvelociteten som beror på det omgivande magnetfältet och plasmans massdensitet.
Detta band används för kommunikation i gruvor, eftersom det kan tränga in i jorden.